# 111 South Wacker
111 South Wacker is een wolkenkrabber in Chicago, Verenigde Staten. Het gebouw staat op 111 South Wacker Drive. De bouw van de kantoortoren begon in 2003 en werd in 2005 voltooid.

## Ontwerp
111 South Wacker is 207,64 meter hoog en telt 51 verdiepingen. Het is door Lohan Caprile Goettsch Architects is modernistische stijl ontworpen en heeft verdiepingen van ongeveer 2,9 meter hoog.
Het gebouw heeft een verhuurbare oppervlakte van ongeveer 94.761,1 vierkante meter. De oprit naar de parkeergarage van 389 plaatsen vormt het gebogen plafond van de lobby daar onder. In 2005 ontving het gebouw de "Distinguished Building Award" van de Chicago Chapter of the American Institute of Architects. Het gebouw bevat een fitnesscentrum, een conferentiecentrum en een restaurant.
Het eerste ontwerp voor het gebouw was 194,7 meter hoog en telde 35 verdiepingen. In het ontwerp stond het gebouw op een dunnere kern van 36,58 meter, ondersteund door 20 diagonale steunen.